# جامعة أنقرة
جامعة أنقرة (بالتركية: Ankara Üniversitesi) هي جامعة حكومية تقع في قلب العاصمة التركية أنقرة، وتعد أول مؤسسة تعليم عالي تنشأ في تركيا بعد تأسيس الجمهورية.
تقدم الجامعة 40 برنامج تعليم مهني، 120 برنامج بكالوريوس، بالإضافة إلى 110 برامج ماجستير ودكتوراة، يتم تعليم عدد من برامج البكالوريوس والدراسات العليا باللغة الإنجليزية.
تعد الجامعة خامس أفضل الجامعات التركية عموما، والأولى بالحقوق والطب البيطري بالإضافة إلى كونها الثالثة بالطب، الرابعة بالبيولوجيا والفيزياء وطب الاسنان, والخامسة بالرياضيات والصيدلة.
تمتلك الجامعة أكبر ميزانية بين الجامعات التركية بما يقارب المليار ونصف ليرة تركية أو ما يعادل 201 مليون دولار سنويا 

## التاريخ
تم تأسيس الجامعة من قبل مصطفى كمال أتاتورك، 
تواريخ تأسيس كليات جامعة انقرة هي:
- كلية العلوم السياسية (1859)، تم انشاءها ككلية مجتمع عام 1859.
- كلية الحقوق (1925).
- كلية اللغات والتاريخ والجغرافية (1935).
- كلية العلوم (1943).
- كلية الطب (1945).
- كلية الشريعة (1949).
- كلية الصيدلة (1960).
- مدرسة طب الاسنان (1963) والتي تحولت إلى كلية عام 1977.
- كلية التعليم (1965).
- كلية الاتصالات (1965).
- كلية تشانكاري Çankırı لعلوم الصحة والغابات (1996).
- كلية الفنون الجميلة (2015).
- كلية العلوم التطبيقية (2015).

## أقسام الجامعة

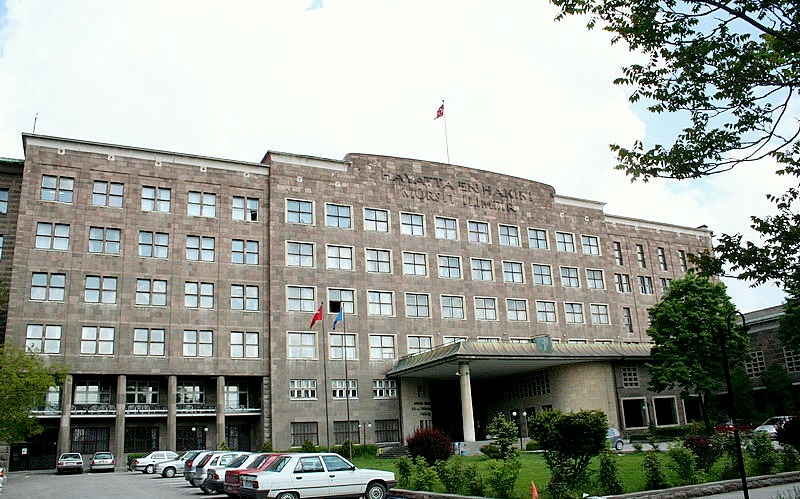
جامعة أنقرة كلية اللغات التاريخ و الجغرفيا

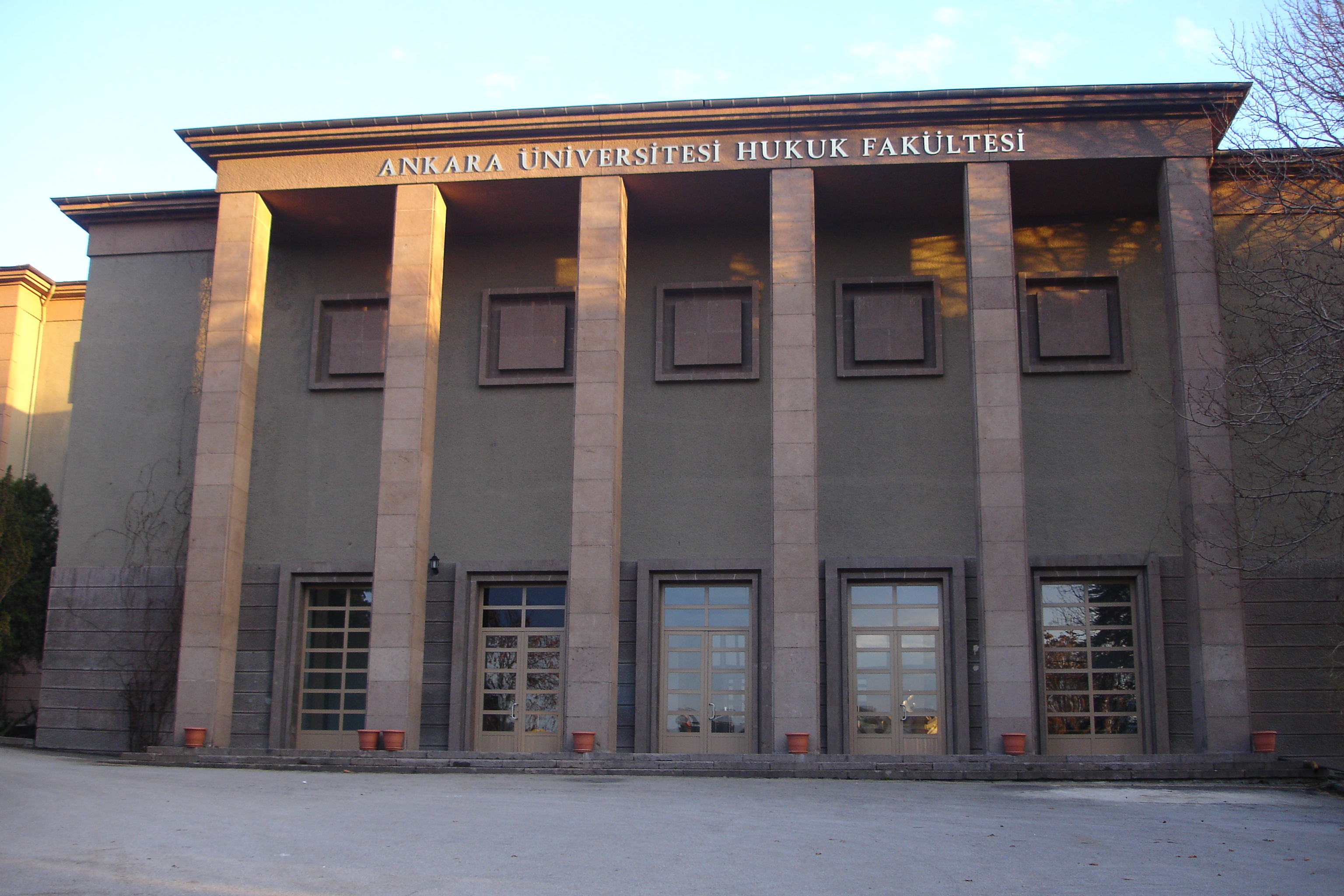
جامعة أنقرة كلية الحقوق

### الكليات
تضم الجامعة 17 كلية:
- كلية الطب.
- كلية طب الاسنان.
- كلية الصيدلة.
- كلية العلوم الصحية.
- كلية الطب البيطري.
- كلية العلوم السياسية.
- كلية الحقوق.
- كلية العلوم.
- كلية الهندسة.
- كلية الاتصالات.
- كلية العلوم التعليمة.
- كلية اللغات التاريخ الجغرافيا.
- كلية اللاهوت.
- كلية الزراعة.
- كلية الرياضة.
- كلية العلوم التطبيقية.
- كلية الفنون الجميلة.

### المؤسسات البحثية
بالإضافة إلى الكليات تضم الجامعة 14 مؤسسة بحثية:
- مؤسسة التكنلوجيا التسارعية.
- مؤسسة التقنية الحيوية.
- مؤسسة العلوم الطبيعية والتطبيقية.
- مؤسسة العلوم التعليمية.
- مؤسسة الطب الشرعي.
- مؤسسة سلامة الاغذية.
- مؤسسة طب الكبد.
- مؤسسة العلوم الصحية.
- مؤسسة العلوم النووية.
- مؤسسة الخلايا الجذعية.
- مؤسسة العلوم الاجتماعية.
- مؤسسة التاريخ الثوري التركي.
- مؤسسة إدارة المياه.
- مؤسسة أبحاث السرطان.

### مراكز البحوث والتطبيق والتعليم
تضم الجامعة عددا كبيرامنها وهي:
- مركز التطبيقات والبحوث لإدارة الطوارئ واللكوارث.

- مركز الدراسات الأفريقية.

- مركز التطبيقات والتقنيات الذكية.

- مركز الدراسات والبحوث أنقرة.

- مركز أبحاث وتطبيقات علوم الفضاء والفلك.

- مركز الدراسات والبحوث آسيا الباسيفيك.

- مركز أبحاث الدراسات الأوروبية الآسيوية والروسية والشرقية.

- مركز البحوث الأوروبي.

- مركز أبحاث الدماغ.

- مركز بحوث تطبيق القانون الجنائي والتنفيذي والجريمة.

- مركز أبحاث المشكلات البيئية والتطبيق.

- مركز بحوث وتثقيف الطفل.

- مركز أبحاث وتطبيقات أدب الأطفال والشباب.

- مركز البحوث والتطبيقات الأثرية تحت الماء.

- مركز أبحاث البحر والقانون البحري.

- مركز أبحاث الزلازل والتطبيق.

- مركز البحوث لمكافحة استخدام المنشطات، مركز أبحاث مكافحة المنشطات.

- مركز ارنست رويتر للإسكان والأبحاث الحضرية.

- مركز البحث العلمي والصناعي الفكري والصناعي.

- مركز الدراسات والبحوث في جنوب شرق أوروبا.

- مركز الاتصالات البحوث والتطبيق.

- مركز حقوق الإنسان.

- إدارة الموارد البشرية ومركز البحوث والاستشارات المهنية.

- مركز دراسات المرأة.

- مركز دراسات التنمية ومركز الأبحاث.

- مركز بحوث الإدارة العامة.

- مركز الحضارة المقارنة ومركز أبحاث السلام.

- مركز أبحاث ودراسات أمريكا الشمالية.

- مركز أبحاث المشاريع الصغيرة وريادة الأعمال.

- مركز أبحاث ودراسات أمريكا اللاتينية.

- مركز البحوث الطبية التطبيقية.

- مركز أبحاث الأورام والتطبيق.

- مركز البحوث لدراسات الشرق الأوسط.

- مركز البحوث والتاريخ العثماني.

- مركز أبحاث التوحد.

- مركز البحوث والتعليم الخاصة.

- مركز تطبيقات القياس والتقويم.

- مركز أبحاث علم النفس السياسي وتطبيقه.

- مركز أبحاث السياسات الاجتماعية وتطبيقها.

- مركز البحوث لمصايد الأسماك وتربية الأحياء المائية.

- مركز أبحاث وتطبيقات موصلية فائقة.

- مركز التعليم المستمر.

- مركز أبحاث وتطبيقات اللغات التركية والأجنبية.

- مركز البحوث والتطبيق الجغرافي التركي.

- مركز الأبحاث والتطبيق للعلاقات السياسية والاقتصادية الدولية.

- مركز أنقرة للتعليم عن بعد.

- تشخيص الخصوبة، بحوث العلاج ومركز التطبيقات.

- مركز دراسات وتطبيقات دراسات الشيخوخة.

- مركز أبحاث الجيولوجيا والتطبيق.

## الخريجون البارزون
- دنيز بايقال، سياسي
- أكمل الدين إحسان أوغلو، أمين العام لمنظمة التعاون الإسلامي  السابق
- عدنان مندريس، سياسي
- أحمد نجدت سيزر، سياسي
- جمال ثريا، شاعر
- عدالت آغا أوغلي، كاتبة
- أحمد عارف، صحفي
- حمدي أولوكايا، رجل أعمال
- إلبير أورتايلي، مؤرخ
- محمد حقي صوتشين، مستعرب تركي
- إسماعيل حقي دورو، فيزيائي
- حكيم سعيد، باحث طبي
- إحسان دغرامجي، طبيب

## احصائيات حول طلاب الجامعة
عدد طلاب الجامعة مع توزيعهم بحسب الجنس هو كالآتي:
| الحالة التعليمية         | العدد |
| معهد (برنامج تعليم مهني) | 8264  |
| بكالوريوس                | 42706 |
| ماجستير                  | 9594  |
| دكتوراة                  | 5903  |
| إجمالي                   | 66467 |

| الجنس     | ذكور  | إناث  |
| معهد      | 4277  | 3987  |
| بكالوريوس | 23213 | 19493 |
| ماجستير   | 4909  | 4685  |
| دكتوراة   | 2957  | 2946  |
| اجمالي    | 35356 | 31111 |

## روابط خارجية
- https://en.ankara.edu.tr/
- http://iso.en.ankara.edu.tr/?page_id=1780
- https://en.ankara.edu.tr/bachelor-degree-programmes-in-english/
- https://marifetedu.com/ar/medipol-university-ankara/